# Aleksandre Tschiwadse
Aleksandre Gabrielis dse Tschiwadse (georgisch ალექსანდრე გაბრიელის ძე ჩივაძე; russisch Александр Габриэлович Чивадзе / Alexander Gabrielowitsch Tschiwadse; englisch Aleksandre Chivadze; * 8. April 1955 in Kluchori, Region Stawropol, Russische SFSR, Sowjetunion) ist ein ehemaliger georgisch-sowjetischer Fußballspieler und -trainer.

## Leben und Karriere
Tschiwadse spielte während der gesamten Dauer seiner aktiven Laufbahn, von 1974 bis 1987, bei Dinamo Tiflis. Im Jahr 1978 wurde der Verteidiger mit seinem Team sowjetischer Meister und 1976 und 1979 gewann er mit der Mannschaft auch den sowjetischen Pokal. 1980 wurde er zum sowjetischen Fußballer des Jahres gewählt. In der Saison 1980/1981 gewann er als Mannschaftskapitän mit Dinamo Tiflis auch den Europapokal der Pokalsieger.
Tschiwadse spielte 46-mal für die Sowjetische Nationalmannschaft und erzielte drei Tore. Er gewann beim Fußballturnier der Olympischen Spiele 1980 die Bronzemedaille und nahm 1982 an der Weltmeisterschaft in Spanien und 1986 an der Weltmeisterschaft in Mexiko teil.
Nach seiner aktiven Laufbahn war Tschiwadse von 1993 bis 1996 und erneut von 2001 bis 2003 Nationaltrainer der Georgischen Fußballnationalmannschaft. Des Weiteren betreute er zwischen 2012 und 2016 die georgische U-21-Nationalelf, ehe er im Januar 2016 durch Giorgi Gegutschadse ersetzt wurde.